# Piero Angela
Piero Angela (Torí, 22 de desembre de 1928 - Roma, 13 d'agost de 2022) va ser un divulgador científic, periodista, escriptor i presentador televisiu italià.
Va començar com a cronista radiofònic, després va ser corresponsal a l'estranger, i finalment es va quedar com a presentador de la RAI. És conegut sobretot com a creador i presentador de transmissions de divulgació científica, donant vida al fil documental de la televisió italiana i pel seu periodisme científic publicat en nombroses revistes científiques.

## Biografia
Piero Angela va néixer a Torí el 22 de desembre de 1928. El seu pare era un psiquiatra antifeixista que durant la Segona Guerra Mundial va ser membre de la Resistència i va salvar la vida a desenes de jueus als quals feia passar per malalts mentals i els ingressava a la seva clínica psiquiàtrica. El mateix Piero Angela va declarar haver rebut una educació molt rígida, amb principis molt severs. També va escriure que a l'escola va ser un pèssim alumne que s'avorria moltíssim i que els professors haurien de recordar l'antiga expressió ludendo docere, que vol dir «ensenyar divertint».

### Música
A l'edat de set anys va començar a rebre classes privades de piano, i d'aquí el seu interès per la música jazz. Amb vint anys, al 1948, amb el nom de Piero Angela va participar en diverses jam sessions als club de jazz de Torí. A principis de la dècada de 1950 va formar un trio de jazz, en el qual es van alternar diversos contrabaixistes. També va formar part del quartet Rotondo. Més tard va ser contractat per la RAI, i al 1952 va deixar la música professional per a dedicar-se al periodisme.
Tot i haver deixat l'activitat musical, Piero Angela ha estat un expert de jazz i sovint, quan una transmissió presentada per ell tractava arguments relacionats amb la música, aprofitava per exhibir-se amb el piano amb coneguts músics de jazz professionals.

### Periodisme
El 1952, essent estudiant d'enginyeria, tot i que la seva il·lusió era dedicar-se a la música, va participar en un càsting per a la ràdio; va aconseguir-hi un lloc de treball i així va ser com va deixar la música pel periodisme. La primera feina que va rebre va ser el de cronista al telediari Giornale Radio. Al 1954, amb l'invent de la televisió, es va passar al telediari italià, del qual va ser corresponsal a París i Brussel·les des de 1955 fins al 1968, quan va començar com a presentador del telediari de les 13:30. Al 1976 va ser el primer presentador del TG2.

### Divulgació científica
Influenciat per la lliçó documental de Roberto Rossellini, al 1968 Piero Angela va realitzar una sèrie de documentals titulats El futur a l'espai, una de les primeres transmissions de gènere científic dirigida al públic en general, sobre el programa Apollo. Llavors va començar una gran activitat de divulgació científica, produint moltes transmissions, entre les quals Destinació home, De zero a tres anys, On va el món, Al fosc dels anys llum, Investigació crítica sobre la parapsicologia, Al cosmos en busca de vida.
A partir del 1981 va començar la sèrie Quark, creada per ell. Al primer episodi Piero Angela va dir: «Il titolo Quark è un po' curioso e lo abbiamo preso a prestito dalla fisica, dove molti studi sono in corso su certe ipotetiche particelle subnucleari chiamate appunto quark, che sarebbero i più piccoli mattoni della materia finora conosciuti. È quindi un po' un andare dentro le cose.»
que vol dir:
«El títol Quark és una mica curiós i el vam agafar en préstec de la física, on s'estan fent molts estudis sobre algunes hipotètiques partícules subnuclears anomenades quarks, que serien els maons de matèria més petits coneguts fins ara. Per tant, és una mica endinsar-se en les coses.»
(Piero Angela, presentant el primer episodi del programa al 1981)
La formula de Quark era en aquell temps innovadora: es van fer servir tots els mitjans tecnològics a disposició de la comunicació televisiva per fer familiars els temes tractats: els documentals de la BBC i de David Attenborough, i els dibuixos animats de Bruno Bozzetto utilitzats per a explicar els conceptes més difícils, les entrevistes amb els experts exposades en el llenguatge més clar possible compatiblement amb la complexitat dels arguments. Del programa base van néixer diversos spin-off: documentals naturalistes (Quark speciale i Il mondo de Quark), financers (Quark economia) i polítics (Quark Europa).

## CICAP
Al 1989 va ser un dels fundadors del Comitè Italià per al Control de les Afirmacions Paranormals (CICAP), juntament amb un grup científics i intel·lectuals que estaven alarmats per l'espai que els mitjans dedicaven a la pseudociència de manera acrítica i sense cap control, sovint buscant el sensacionalisme en les notícies sobre fenòmens paranormals, curacions miraculoses, astrologia, etc. El maig de 2016 el Consell directiu del CICAP i els seus socis van decidir, per unanimitat, nomenar-ne Piero Angela president honorari. És una associació per al control de les pseudociències, creada per a promoure l'educació científica i l'esperit crític, i per investigar sobre l'existència de presumptes fenòmens paranormals. Un eslògan de l'associació és «Hem de tenir la ment oberta, però no tan oberta com perquè el cervell caigui en terra», freqüentment atribuïda a Piero.

## Programes televisius
- Il futuro nello spazio (1968)
- Destinazione uomo (1971)
- Da zero a tre anni
- Dove va il mondo?
- Nel buio degli anni luce
- Indagine sulla parapsicología (1978)
- Nel cosmo alla ricerca della vita (1980)
- Quark (des de 1981), que ha generat altres petites transmissions:
  - Pillole di Quark (des de 1983)
  - Il mondo di Quark (des de 1984)
  - Quark Economía (1986)
  - Quark Europa (1986)
  - Quark Speciale
  - Quark Scienza
  - Enciclopedia di Quark (1993)
  - Superquark (dal 1994)
  - Speciali di Superquark (des de 1999)
- La macchina meravigliosa (1990)
- Serata Oceano (1991)
- Il pianeta dei dinosaure (1993)
- Viaggio nel cosmo (1998)

## Obres
- L'uomo e la marionetta. Il comportamento quotidiano visto attraverso i condizionamenti biologici, Milano, Garzanti, 1972.
- Da zero a tre anni. La nascita della mente, Milano, Garzanti, 1973; Milano, Oscar Mondadori, 2000.
- La vasca di Archimede, Milano, Garzanti, 1975.
- Nel buio degli anni luce, Milano, Garzanti, 1977.
- Viaggio nel mondo del paranormale. Indagine sulla parapsicologia, Milano, Garzanti, 1978; Milano, Oscar Mondadori, 2000.
- Intervista sulla materia dal nucleo alle galassie, intervista a Edoardo Amaldi a cura di, Roma-Bari, Laterza, 1980.
- Nel cosmo alla ricerca della vita, Milano, Garzanti, 1980.
- Viaggi nella scienza. Il mondo di Quark, Milano, Garzanti, 1982.
- La macchina per pensare. Alla scoperta del cervello, Milano, Garzanti, 1983.
- Alfa & Beta. Dalle stelle all'intelligenza. Mille risposte sulla scienza in un dialogo a briglia sciolta, Milano, Vallardi, 1984; Milano, Oscar Mondadori, 2001.
- Quark Economia. Per capire un mondo che cambia, Milano, Garzanti, 1986.
- Viaggio nel corpo umano, con Pietro Motta, Milano, Garzanti, 1986.
- La straordinaria storia dell'uomo. Indizio per indizio un'investigazione sulle nostre origini, con Alberto Angela, Milano, A. Mondadori, 1989. ISBN 88-04-33188-7
- Atmosfera. Istruzioni per l'uso, con Lorenzo Pinna, Milano, A. Mondadori, 1990. ISBN 88-04-34167-X
- Oceano. Gigante addormentato, con Lorenzo Pinna, Milano, A. Mondadori, 1991. ISBN 88-04-35270-1
- La straordinaria storia della vita sulla Terra. Diario di un viaggio lungo quattro miliardi di anni, con Alberto Angela, Milano, A. Mondadori, 1992. ISBN 88-04-35271-X
- Edoardo Amaldi. Scienziato e cittadino d'Europa, con Carlo Rubbia, Milano, Leonardo Periodici, 1992. ISBN 88-355-0233-0
- Il pianeta dei dinosaure. Quando i grandi rettili dominavano il mondo, con Alberto Angela, Milano, A. Mondadori, 1993. ISBN 88-04-37682-1
- I misteri del sonno. Nuove scoperte sul versante notturno della nostra vita, Milano, A. Mondadori, 1994. ISBN 88-04-35272-8
- Dentro il Mediterraneo, con Alberto Angela, Milano, A. Mondadori, 1995. ISBN 88-04-39369-6
- Dialoghi di fine secolo. Ragionamenti sulla scienza e dintorni, con Giuliano Toraldo di Francia, Firenze, Giunti, 1996. ISBN 88-09-20838-2
- La straordinaria avventura di una vita che nasce. Nove mesi nel ventre materno, con Alberto Angela, Roma-Milano, Eri-A. Mondadori, 1996. ISBN 88-04-40505-8
- Squali, con Alberto Angela e Alberto Luca Recchi, Milano, A. Mondadori, 1997. ISBN 88-04-42907-0
- Viaggio nel Cosmo. Alla scoperta dei misteri dell'Universo, con Alberto Angela, Roma-Milano, RAI-ERI-A. Mondadori, 1997. ISBN 88-04-40178-8
- Viaggio nella scienza, Roma-Novara, la Repubblica-Istituto geografico De Agostini, 1997.
- Viaggio nel mondo degli animali, Roma-Novara, la Repubblica-Istituto geografico De Agostini, 1998.
- Raccontare la scienza, Milano, Pratiche, 1998. ISBN 88-7380-461-6
- Il paesaggio che verrà, con Alberto Angela e Giuseppe Pederiali, Modena, F. C. Panini, 2000. ISBN 88-8290-207-2
- Premi & punizioni. Alla ricerca della felicità, Milano, A. Mondadori, 2000. ISBN 88-04-45854-2
- Mostri marini, con Alberto Angela e Alberto Luca Recchi, Milano, A. Mondadori, 2001. ISBN 88-04-48105-6
- Videoenciclopedia dei ragazzi, a cura di, 8 voll., Roma, A. Curcio, 2004.
- Ti amerò per sempre. La scienza dell'amore, Roma-Milano, RAI-ERI-A. Mondadori, 2005. ISBN 88-04-51490-6
- La sfida del secolo. Energia. 200 domande sul futuro dei nostri figli, con Lorenzo Pinna, Milano, A. Mondadori, 2006. ISBN 88-04-56071-1
- Perché dobbiamo fare più figli. Le impensabili conseguenze del crollo delle nascite, con Lorenzo Pinna, Milano, A. Mondadori, 2008. ISBN 978-88-04-58094-2
- A cosa serve la politica?, Milano, Mondadori, 2011. ISBN 978-88-04-60776-2.
- Dietro le quinte della Storia. La vita quotidiana attraverso il tempo, con Alessandro Barbero, Milano, Rizzoli, 2012. ISBN 978-88-17-06147-6.
- Viaggio dentro la mente. Conoscere il cervello per tenerlo in forma, Milano, Mondadori, 2014. ISBN 978-88-04-64063-9.
- Tredici miliardi di anni. Il romanzo dell'Universo e della Vita, Milano, Mondadori, 2015. ISBN 978-88-04-65119-2.